# Лінник Віктор Васильович
Віктор Васильович Лінник (Ліннік) (12 квітня 1911, місто Генічеськ, тепер Херсонської області — ?) — український радянський діяч, завідувач відділу торгово-фінансових і планових органів ЦК КПУ.

## Біографія
З листопада 1932 року — в Червоній армії.
Член ВКП(б) з 1939 року.
Учасник німецько-радянської війни з червня 1941 року. Служив інструктором пропаганди та комісаром 3-го батальйону 315-го стрілецького полку 19-ї стрілецької дивізії Західного фронту. У серпні 1941 року в боях біля станції Єльні Смоленської області був важко поранений в ліву руку, обидві ноги та правий бік; лікувався в евакуаційних госпіталях у Башкирській АРСР. Після одужання з березня 1942 до квітня 1944 року служив комісаром, заступником начальника евакуаційного госпіталю № 3766 по політичній частині 6-ї гвардійської армії 1-го Прибалтійського фронту.
З 1944 року — завідувач сектору Запорізького обласного комітету КП(б)У.
У вересні 1951 — червні 1953 року — заступник завідувача планово-фінансово-торговельного відділу ЦК КП(б)У.
У січні — серпні 1954 року — заступник завідувача відділу адміністративних і торговельно-фінансових органів ЦК КПУ.
У вересні 1954 — січні 1956 року — заступник завідувача відділу торгово-фінансових і планових органів ЦК КПУ.
У січні 1956 — червні 1957 року — завідувач відділу торгово-фінансових і планових органів ЦК КПУ.
У червні 1957 — 1963 року — заступник завідувача відділу торгово-фінансових і планових органів ЦК КПУ.
Подальша доля невідома.

## Звання
- політрук
- капітан
- майор

## Нагороди
- орден Вітчизняної війни І ст. (1.08.1986)
- орден Червоної Зірки (6.08.1946)
- орден «Знак Пошани» (26.02.1958)
- медаль «За перемогу над Німеччиною у Великій Вітчизняній війні 1941—1945 рр.» (1945)
- медалі
- Почесна грамота Верховної ради Башкирської АРСР (1943)